# Euroloppet
L'Euroloppet regroupe une série de courses de ski de fond longue distance à travers une dizaine de pays en Europe. Il s'agit d'une déclinaison, à l'échelle continentale européenne, de la  Worldloppet.
En 2013, les courses au programme sont les suivantes :
| Course                            | Pays            | Distance style classique | Distance style libre |
| --------------------------------- | --------------- | ------------------------ | -------------------- |
| La Sgambeda                       | Italie          | 21 km                    | 42 / 22,5 km         |
| Marathon de Bessans               | France          | 25 km                    | 42 / 21 km           |
| Biela Stopa                       | Slovaquie       | 20 km                    | 45 / 25 km           |
| Apkart Alaukstam                  | Lettonie        | 15 km                    | 42 km                |
| Marxa Beret                       | Espagne         | 42 / 20 / 10 km          |                      |
| Internationaler Tiroler Koasalauf | Autriche        | 50 / 28 km               | 50 / 28 km           |
| Transjurassienne                  | France          | 50 / 25 km               | 76 / 54 / 30 km      |
| Engelbrektsloppet                 | Suède           | 60 / 30 km               |                      |
| Kammlauf                          | Allemagne       | 50 / 25 km               | 25 km                |
| Gsieser Tal-Lauf                  | Italie          | 42 / 30 km               | 42 / 30 km           |
| Gommerlauf                        | Suisse          | 21 km                    | 30 / 21 km           |
| Šumavský Skimaraton               | Tchécoslovaquie | 45 / 22 km               | 20 km                |
| Ganghofer Lauf                    | Autriche        | 50 / 25 km               | 42 / 20 km           |
| Skadi Loppet                      | Allemagne       | 42 / 24 km               | 30 km                |
| Vuokatti Hiihto                   | Finlande        | 60 / 30 km               | 60 / 30 km           |